# Anatolsk rock
Anatolsk rock (eller tyrkisk rock, på tyrkisk kaldt Anadolu rock, türkce rock eller Rock Ala Türka) er en tyrkisk undergenre for Rock. Genren er også inspireret af folk og traditionel tyrkisk musik.

## Kunstnere
- Ali Tufan Kirac
- MaNga
- Visky
- Athena
- Gripin
- Moğollar

## Musikalsk stil
Der er mange forkellige kunstnere i anatolsk rock, Ali Tufan Kıraç er den mest populære, men før i tiden kom Moğollar, som var meget kendte. Sammen med Visky, som var mere heavy metal, senere var det  Punkbandet fra Eurovision, Athena og Manga som spiller anatolsk rock/alternativ rock/rapcore/nu metal. Gripin er også meget vigtige i den tyrkiske rockscene.